# تسويوشي ساتو
تسويوشي ساتو (باليابانية: 佐藤 健) (5 فبراير 1988 في كاناغاوا في اليابان – )؛ هو لاعب كرة قدم ياباني سابق كان يلعب كحارس مرمى.

## وصلات خارجية
- تسويوشي ساتو على موقع رابطة كرة القدم اليابانية للمحترفين (اليابانية)